# Birresborn
Birresborn là một xã thuộc huyện Vulkaneifel, trong bang Rheinland-Pfalz, phía tây nước Đức. Xã này có diện tích 20,88 km², dân số thời điểm ngày 31 tháng 12 năm 2006 là 1218 người.
Birresborn nằm bên sông Kyll giữa Mürlenbach về phía nam và Gerolstein về phía bắc. Xã này có một nhà ga xe lửa trên tuyến Köln-Gerolstein-Trier. 